# 蒼 (タレント)
蒼（あおい、1998年5月16日 - ）は、元AV女優。AV女優時代の芸名は東条蒼。

## 略歴
2019年2月にAV女優としてデビュー。所属事務所はクルーズグループ。
2019年12月16日、AV女優によるアイドルグループ「マシュマロ3d+ teamメレンゲ」に加入。
2021年7月29日、公式ツイッターで9月いっぱいで引退する事を発表。
2021年9月20日、「マシュマロ3d+ teamメレンゲvol.30～あおたん卒業ライブ！みんな会いに来て！！～」でteamメレンゲを卒業。
2021年9月30日に引退。
AV引退後は「蒼（あおい）」として歌手や撮影会のモデルとして活動。後にSOD運営の事務所HANAYA PROJECTに所属し、SOD酒場のキャストもしている。
2024年5月3日より高円寺のガールズバー【カノジョとごはん】でキャストとして活動再開。

## 人物
神奈川県出身。AV女優時代はショートヘアでスレンダー体型。眼鏡をトレードマークとしていた。タレント転向後は眼鏡をはずす場合も多くみられる。
趣味はショッピング・イケボ（イケてるボイス）好き、特技はカラオケ・バスケ。
初体験は高校3年の時。相手は出会い系で知り合った24歳の遊び人で、相手のペースに乗せられ流されるままにしてしまった。
昔からAVに興味があり、何となく応募して面接を受け、気が付いたらAVに出演。また、出演することに抵抗はなかったとしている。2020年のインタビューでは出会い系で求められたのが身体だったため、ちやほやされるならそれを活かしたほうがいいだろうとと回答している。カンパニー松尾いわく「（淋しさと戦う）リアルファイター」。
デビュー以前から歯科技工士としても働いている。
邦ロック好きを公言し、04 Limited Sazabysの大ファンである。

## 作品

### アダルトDVD
- 激細スリムW52cm!! スレンダーFカップのショートカット女子大生が若さ弾ける裸体で― AVデビュー（2月13日、E-BODY）
- 脱いだら凄い悩殺美ボディー。 某有名企業のガチ秘書。 AVデビュー。（2月25日、ダスッ!）
- 新人 大人に憧れて下着屋でバイトする脱いだらスゴい究極裸体のむっつり文系女子大生 真正中出しAV出演!!（2月25日、本中）
- お見舞いNTR!! 隣に入院中の夫がいる状況で迫られた人妻のさびしい身体は理性が効かずに発情する…!?（3月29日、DOC）※「ましろ」名義
- 都内某所で見つけた 超絶ナイスBODY 女子大生あおいちゃんが奇跡のAV出演! さらに自宅で見た同じく美人の姉の連絡先を聞き出し、実の姉ともSEX▶勝手に発売! 〜後日撮影に成功した姉妹どんぶりフェラチオも完全収録〜（4月12日、赤面女子）※「あおい」名義
- 高級巨乳妻の交尾（4月21日、ジュエル）※「外園梨絵」名義
- Fカップ86cm 巨乳淫乱ボーイッシュ ゆうきちゃん（4月25日、豊彦）※「長友優希」名義
- 現役女教師が初めての媚薬で脳みそブッ飛び失禁おもらしキメパコ生中出し!?（4月26日、DOC）※「あおい」名義
- 街角シロウトナンパ! vol.51 彼氏をお金で借りてみました。（5月24日、プレステージ）※「あおい」名義
- 裸になっても納得しない。 悪質クレーマーの要求。（5月25日、ダスッ!）
- 恥ずかしいカラダ #ショートカット新人（5月25日、HMJM）
- マッチングアプリ(ギャラ飲み)で男漁りしている Aちゃんは超スレンダー巨乳（6月14日、S級素人）※「A」名義
- 千手観音オイル（6月25日、アロマ企画）
- シロウトTV×PRESTIGE PREMIUM 35（6月28日、プレステージ）※「あおい」名義
- SEXの逸材。 VOL.44 (秘)性癖を曝け出す美少女を激撮 見た目からは想像のできないスケベな欲望がカメラの前で弾け飛ぶ!（7月5日、プレステージ）※「あおい」名義
- 『お兄ちゃんだけだよ。おっぱい褒めてくれるの』 『お前だけだよチ○ポ褒めてくれるの…』 2（7月19日、Hunter）
- プラチナ級 素人清楚妻による一生思い出に残り続ける優しい童貞筆おろし 赤面女子1周年記念 -特別編- 8人撮り下ろし469分DVD2枚組（8月9日、赤面女子）※「あおい」名義
- 外見と性格はボーイッシュだけど、制服の下はナイスバディ♥ 思春期真っ只中のボクっ娘を辱め露出調教で強制ドM快楽漬け!! …オンナの悦びに目覚めてヨガリ狂う!（8月19日、山と空）
- 静かなキャンプ場で若いカップルの愛撫音が響き渡ってめちゃくちゃエロい件について（8月22日、SODクリエイト）
- 中年のおじさま好きな文系美女に学内監禁されて ねっとりと痴女られる（8月25日、h.m.p DORAMA）
- 突然押しかけてきた嫁の姉さんに抜かれっぱなしの1泊2日（9月1日、ヴィーナス）
- 巨乳家庭教師の乳首はツンイキするほど超敏感!! ボクの家庭教師は巨乳でいつでもノースリニット!（9月7日、Hunter）
- 身近な生活空間で手の綺麗な人っていますよね?そんな人たちに日常空間で手コキされたら異常に興奮すると思うんですけどあなたもそう思いませんか?（9月13日、ヒメゴト）
- ファミレスのウブ女子バイト店員は店長からの連日繰り返される執拗な乳首責めセクハラに、いつしか乳首が疼いて疼いてムラムラが収まらず、自分から乳首セクハラを求めてしまう!（9月19日、アパッチ）
- お泊り明け、彼氏の部屋で彼氏の服を着て過ごす彼女 ボーイッシュ彼女の場合（9月27日、ヒメゴト）
- 新人OLに媚薬を飲ませた上司の性交記録 vol.04（9月27日、PEEPING）※「アイザワ」名義
- 一般男女モニタリングAV×マジックミラー便コラボ企画 勉強漬けの毎日をすごす性欲の溜まった10代の予備校生がまたがり顔面騎乗クンニで人生初の大失禁イキ!! in 渋谷&御茶ノ水 3 インタビュー中にずぅーっと生クリトリスを激しくジュルジュルと舐められ膣内に舌をねじ込まれて発情してしまった禁欲中未成年オマ○コはデカチン中出しSEXまでしてしまうのか!?（10月7日、ディープス）
- 噂のベロチュー酒場（10月10日、レイディックス）
- 素人男女モニタリング実験でゲッツ!! 制服少女×EDリーマン J●8名に仕事ストレスでインポになってしまったサラリーマンふにゃチンをエナメルグローブ手コキ・パイズリ・足コキ・ベロチュー手コキなどで回春マッサージしてもらったらどうなる!?（10月11日、ゲッツ!!）
- 母の親友（10月13日、ヴィーナス）
- 優等生J●は全裸露出がお好き♡ 「誰かにバレたらどうしよう!?」と、放課後にセルフ露出するJ●。その一部始終を目撃してしまった僕は…（10月18日、ゲッツ!!）
- 制服少女パンティ挑発 生徒会長J●が童貞先生を痴女誘惑していいなりM男化（10月18日、ゲッツ!!）
- 文京区にある女教師が通う整体セラピー治療院 25（11月1日、変態紳士倶楽部）
- ボクの会社のおしゃぶり大好き変態OLはイってもイっても止めないジュポジュポ追撃フェラで何度も射精させてくれる 2（11月1日、変態紳士倶楽部）
- 一人カラオケ個室オナニー盗撮 黒パンスト半脱ぎで指ズボオナニーして白濁の本気汁を垂れ流して即イキするOLを隠し撮り 3（11月1日、変態紳士倶楽部）
- 彼女がボンデージに着替えたら。 Mな私とSな私…どっちの私が好き?（11月8日、クリスタル映像）
- 素人さん検証企画 看護士以上にスケベなのは実は薬剤師さんだった!? ナンパしてニセの媚薬を飲んで発情する白衣の女性たち 4時間超SP（11月8日、S級素人）
- 素人男女モニタリング実験でゲッツ!! 友達同士の彼氏と彼女を入れ替えてNTR検証!! 親友の彼氏と2人きりの密室でAV鑑賞させたらどうなる!?エロ動画で思わず勃起しちゃった友彼チ◎ポにムラムラしたJ○たちは我慢できずに急性発情!?（11月8日、ゲッツ!!）
- 人妻ナンパ中出しイカセ 29 渋谷南口編（11月10日、ホットエンターテイメント）
- 丸出しストリップ・ダンス・クイーン（11月25日、1113工房）
- 人妻湯恋旅行 129（12月6日、ゴーゴーズ）※「りほ」名義
- 絶頂ユートピア 〜風俗フルコースの癒しと快楽をアナタに〜（12月13日、バルタン）
- 昼下がり町内会!若妻たちのちょっと危険でかなりHな王様ゲーム!! 19 母の代理で参加した町内会の集まりでまさかの展開!若い時に王様ゲームをした事が無いという話で盛り上がった奥様方が急に「王様ゲームやりたい!」と言い出したんです。男はボクひとりしかいないもんだから、当然いい思いが沢山出来ちゃいました!!（12月19日、Hunter）

- しみけんの逆3P王国 vol.04（1月7日、ティーチャー）
- 羞恥! 彼氏連れ素人娘をマシンバイブでこっそり攻めまくれ! 18 素人VSマシンバイブ 激安居酒屋にマジックミラー特設スタジオを設置 お正月だよ、デカチンコキ初め潮始め!編（1月9日、サディスティックヴィレッジ）
- 羞恥 新任女教師が学習教材にされる男子校の性教育 生徒の目の前で無遠慮な指が膣に挿入される!プライドは崩壊するが子宮の奥から愛液があふれ出る 2（1月9日、サディスティックヴィレッジ）
- 艶めかしきランジェリー姿で濃密なフェラチオ（1月25日、SEX Agent）
- 伊豆長岡温泉で見つけた美人女子大生 タオル一枚 男湯入ってみませんか? 羞恥ミッション「男性客に身体の大事な部分をスケッチしてもらう!」&特別ミッション「男性客のあそこの湯しずくを全部舐め取ってあげる」で美乳女子に暴発射精 合計17発SP!!（2月6日、SODクリエイト）
- 「ダメよ!ちょっと!激しく動かしたら挿っちゃうっ!」 ヌルヌルッズボボ!やっぱり挿っちゃった!しかも気持ち良すぎてそのまま中出し! 超巨乳で可愛すぎるボクの家庭教師はいつも胸元全開!パンチラしまくり!だから勃起しっぱなしで勉強に集中できない!先生に正直に話して「擦り付けるだけなら…」と素股させてもらっていたら先生のアソコがヌレヌレ!ボクも自然と腰の動きが激しくなってしまい「ダメ!激しくしたら挿っちゃうっ!」それでも止まらずヌルヌルズボっとまさかの挿入!そのまま中出し!すると今度は先生がチ●ポを求めてきてカニバサミロックで中出しさせるほどの淫乱娘に豹変!（3月7日、Hunter）
- 欲求腐満子 あおい(20歳) 出会い系アプリとオナ電にハマっています。刺激も欲しいし愛も欲しいって欲張りですか?（3月7日、ティーチャー）
- 「制服・下着・全裸」でおもてなし またがりオマ○コ航空 12 中出し便（3月12日、SODクリエイト）
- 素人女子大生ガチナンパ! 夢のJD一人暮らし部屋におしかけその場で生ハメ鬼ピス激イカセ! 爆飛び精子をドピュドピュぶっかけ! 超絶かわいい子ばかりの神回スペシャル（3月13日、赤面女子）
- 恥ずかしいカラダ ショートカットセックスアイドル（3月28日、HMJM）
- 『横から手を入れて胸揉みてー!!』 明らかに成長して巨乳になった妹の横乳にノックアウト! ちょっと前まで子供だと思っていた妹が最近になってメチャメチャ可愛くなって来てボクのドストライクなんです!!しかも脇から腰にかけてパックリ開いた横乳全開の無防備な格好で家の中を歩いているから、大きくて柔らかそうな横乳がプルンプルン揺れているんです!もう勃起を抑えるのに大変です!顔も体も超ボク好みで我慢の限界に達したボクは理性が崩壊!妹が寝ている間に服の横から手を入れて生乳を揉みしだいていると妹が喘ぎ出してさすがにヤバいと思いきや、妹もムラムラ発情したのかボクの勃起チ○コに手を伸ばしてきて禁断の近親相姦に発展しちゃう神展開!（4月7日、Hunter）
- 固定バイブだるまさんが転んだ 17（4月13日、はじめ企画）※「かんな」名義
- 一生の不覚!!『まさかお前で勃起するなんて!!』 地味メガネっ娘で色気なんて無くて全く可愛くないと思っていた幼馴染が隠れ巨乳でスタイル良しよく見たら顔も良しのオレ好みの女だったなんて全く気づかなかった!! 幼、小、中、そして○校になった今でも仲が良い幼馴染は見た目は地味メガネっ娘で、何でも話せる男友達みたく接していて全く女としてみていなかった。女として見ていなかったはずなのに…。思わず勃起してしまうくらい女を感じてしまったので我慢できず強引に押し倒して抱こうとしたら「ゴム着けるんだったらエッチしても良いよ」と地味女のクセに急に上から目線で生意気言うから無視して生で抱いてやったら、思った以上にエロくて大胆で超感じやすいド淫乱娘だった!何度もイカせたし何度も何度も中でイカせてもらいました!（4月19日、Hunter）
- 停電痴漢（4月19日、アパッチ）
- 男子学生アルバイトに連日セックスをねだられ、日々エスカレートするセクハラに負けてしまった美人妻は、一度体を許してしまったが最後、絶倫少年のハードピストンで何度も中出しされてしまう!（4月19日、アパッチ）
- 制服少女inNTR マジックミラー号 女子○生限定 おっぱいモミモミ我慢ゲーム（5月8日、SODクリエイト）※「るか」名義
- SNSで知り合ったエッチ大好き女子○生と青春オフパコ動画 2（5月21日、SWITCH）
- BBQ(バーベキュー)女子レイプ 海で遊んでいるパリピを誘ってBBQ!嫌がる女に中出し制裁!（5月21日、サディスティックヴィレッジ）
- 肉体の悪魔 〜残酷なる極天逝〜 Part3:筋肉美少女絶頂肉人形化計画（5月25日、Baby Entertainment）
- 女体侵食残虐エイリアンII 電流性感暴虐&乳首クリ同時責め&秘奥超絶ピストン!! 全身装着残酷装置に暴れ狂う女たちの連続昇天処刑記録（6月13日、Baby Entertainment）
- SOD女子社員 10名の女子社員が新発想の恥ずかしすぎるゲームに挑戦! 新ゲーム企画部（6月25日、SODクリエイト）※「若生鈴蘭」名義
- 高級淫乱妻の交尾（7月5日、ジュエル）※「外園梨絵」名義
- 万引きGメンの事件簿 万引き依存症の人妻たち… 「奥さん、お会計済んでませんよね?」（7月7日、東京スペシャル）
- 自画撮り性体験の告白 一心不乱に擦りまくった潮吹きオナニー（7月15日、プリモ）
- 巨乳淫乱ボーイッシュ ゆうきちゃん 2（7月25日、豊彦）※「長友優希」名義
- 作業マスクの下は… 工場勤務パートの奥さん 脅迫!強制挿入! 「あれぇ?作業着で気づかなかったけど…美人だしエロい身体してるじゃねぇか!」（7月25日、レッド）
- 金粉奴隷レズビアン（8月13日、バミューダ）
- 童貞さんいらっしゃい!! 仕事ができる敏腕OLさん チャレンジ・ザ・ミッション! 授乳手コキ&おっぱいハグ! 恥じらい赤面素股プレイ中ぐちょぐちょマ●コにヌルっと挿入筆おろしSP（8月14日、S級素人）
- クソ教師の鬼畜コレクション 脅迫 昏睡中出し映像 いつの間に…こんな、挿れられて…（8月25日レッド）
- 変態悪質医師 催眠療法を受ける人妻達 「股間が熱い、えっ?さっきのは夢?」（9月7日、東京スペシャル）
- 9名の女子社員が新発想の恥ずかしすぎるゲームに挑戦! 新ゲーム企画部 vol.2（9月10日、SODクリエイト）※「若生鈴蘭」名義
- 完全主観 やり放題 カラダをウリにする銀河級美少女 Vol.002（9月11日、宇宙企画）
- ボーイッシュな彼女を脱がすと想像以上のエロBODY（9月13日、S-Cute）
- 親友レズビアン 好きなくせに嫌いなふりして（10月1日、U&K）
- 貞操観念崩壊お下品ご奉仕♡ 孕ませOK即ハメ子作りメイド（10月2日、ONEZ）
- 新就職活動女子大生生中出し面接 Vol.004（10月9日、S級素人）
- 働く美人受付嬢の卑猥な肉体接待 Vol.002（10月9日、BAZOOKA）
- 父子家庭のウチの良くできた可愛い娘を、疲れた俺は魔が差して押し倒そうとしてしまった。我に返った俺に娘は『お父さんなら…』と逆にM男になってしまうほど、責めてきた娘に骨抜きにされてしまう俺は毒親でしかない件（10月30日、NON）
- エロクビレ絶倫セクス獣 FILE No.01 A子さん 只今、就活中! EnamelChankapana High-speed piston cam on Be my baby 神クビレBODY（11月12日、MERCURY）※「A子」名義
- 素人!!母娘ナンパ 中出し!! Vol.19（11月27日、グラフィティジャパン）
- 生中出しアイドル枕営業 Vol.012（11月27日、BAZOOKA）
- レズ回春エステサロン 2 ペニバンエステコースで連続アクメ（12月1日、U&K）
- 綺麗なお姉さんの全身がグッチョグチョになったオイルまみれトロ顔SEXを見てみませんか…?（12月13日、セレブの友）
- 王様ゲームで乱交しまくり! 若妻だらけの町内会は誘惑だらけ! 王様ゲームをやりたがるドスケベ若妻がハメを外し過ぎてまさかのハーレム大乱交! 2（12月19日、Hunter）
- 鬼畜医師による定期検診 婦人会睡眠薬レイプ 「私…寝ちゃい…えっ…」（12月25日、レッド）
- 誘惑ちん舐め顔 〜勃起したちんちんを見てると咥えたくなるフェラチオ好き女子たちの貪欲な口奉仕〜（12月25日、SEX Agent）
- 姑と嫁の夜這いレズビアン 4章（12月27日、グラフィティジャパン）

- 敏感アクメ絶倫乳首レズ（1月1日、ゑびすさん）
- 若妻の美味しいパンティストッキング あおい27歳 結婚3年目（2月1日、OFFICE K'S）※「あおい」名義
- 勃起乳首調教オナニー（2月1日、ゑびすさん）
- 全裸尿道責め（2月7日、犬）
- 禁忌 人妻性癖開眼 01 続・人妻湯恋旅行 129（2月12日、ゴーゴーズ）※「りほ」名義
- 監禁 美学の女体新書（2月19日、ドグマ）
- 「そんなつもりじゃ無いんだけど…」 言葉遣いも見た目も男っぽい男友達のような付き合いの女子が男だらけの飲み会に女1人で参加。そのままいつものように雑魚寝してしまったら、見えてしまった!下着はエロくてヤラれることを期待しちゃっているんじゃ…!?みんなに隠れて密かに責めてメスイキ!（2月19日、Hunter）
- 大量媚薬オイル塗り込みにゅるにゅる絶頂性感レズエステ（2月19日、ゑびすさん）
- 黒人解禁 黒い巨砲（3月1日、バミューダ）
- 調教牝豚（3月12日、REAL）
- やっぱり見たい!チ○ポにまたがり貪欲に腰を振る 美女の子宮 グリグリ押し付け騎乗位SEX!（3月13日、セレブの友）
- 自画撮り ホロ酔い鬼ヤバ性欲絶頂全力オナニー（3月15日、プリモ）
- 『早く外して…この格好恥ずかしいよ』 幼馴染に自分ひとりでは絶対に外せない拘束技パラダイスロックをかけたら超エロい突き出し尻!我慢できず挿入!（3月19日、Hunter）
- 汚れソックス激臭足指しゃぶりレズ（3月19日、ゑびすさん）
- 野外レイプ 人里離れた山奥でサイコパス強姦魔に襲われ、泣き叫ぶ声も虚しく無茶苦茶に犯された人妻たち（3月25日、グローバルメディアエンタテインメント）
- ベロ全開唾液レズ接吻（4月1日、ゑびすさん）
- 完全主観 バーチャル淫語ベロチュー（4月1日、ゑびすさん）
- 極!素人妻ナンパ! 3 ナンパした人妻にポルチオ施術して何度も何度もイカセまくってからの中出しFUCK4時間www（4月27日、グラフィティジャパン）
- 口臭嗅ぎねっとり鼻舐めレズ（5月1日、ゑびすさん）
- 【主観淫語接吻】バーチャルレズベロキス（5月19日、ゑびすさん）
- 快楽求めてオナニー三昧!動かぬ体で絶頂艶舞!クネる淫体14選!（5月25日、セレブの友）
- あなたには言えない 義父に犯されたなんて… II（5月27日、グラフィティジャパン）
- 【超美尻痴女】バーチャル馬乗りハードピストン尻コキ（6月19日、ゑびすさん）
- 制服美少女手こきフェラ8人160分（6月25日、宇宙企画）
- 15人の語りかけ誘惑オナニー 撮り下ろし大全集! アナタだけを見つめて、何度も何度もイキまくる!（6月25日、セレブの友）
- 気が狂うほど禁欲した人妻の病的に下品な種付性交（7月2日、ONEZ）
- 蒸れて汗ばんだレギンス臭嗅ぎ舐めレズ（7月19日、ゑびすさん）
- 終電を逃した酔っ払った同僚とホテルで相部屋に… あまりの無防備な姿に我慢出来なくなって… Vol.011（8月13日、S級素人）
- セーラー服美少女と完全主観従順性交 Vol.005（8月13日、BAZOOKA）
- こんな私で「ごめんなさい」 オナニー全員集合! 感じすぎる私、イキすぎる私、クチュクチュ音をたてる私、公衆便所みたいな私…（8月13日、セレブの友）
- 大量媚薬オイル塗り込みにゅるにゅる絶頂性感レズエステ 2（8月19日、ゑびすさん）
- パンスト激臭脚スメハラ&脚コキ（8月19日、ゑびすさん）
- HYPER FETISH ハイレグいやらしクィーン（8月25日、デジタルアーク）
- 乳首舐めレズ（9月7日、ゑびすさん）
- 素人清楚妻たちの初脱ぎ指ズボ全裸オナニー（9月14日、S級素人）
- 唾液交換ベロ貝合わせレズキス（9月21日、ゑびすさん）

### VR
2019年
- 耳責めオプション付き! 女子●生リフレ!!（7月22日、KMPVR）
- 初VR! 完璧BODYとパコパコしまくりセックス!!（7月25日、KMPVR-bibi-）
- べろを見続けるVR 3（8月3日、KMPVR）
- お尻を近くで見続けるVR 2（8月10日、KMPVR）
- 顔舐め手コキVR 2（8月29日、KMPVR）
- 幼馴染から女子校の文化祭に招待された僕 耳かきリフレでトリプル手コキ!? セーラー服メイド喫茶でハーレムパイズリ!? 打ち上げは僕のチ●ポ争奪パコパコ乱交!? 全3コンテンツ120分HQVR（11月21日、kawaii*）
- 彼女がボンデージに着替えたら… 大人しかった彼女が覚醒!?大興奮痴女SEX!!（11月28日、CRYSTAL VR）
- 夏休み海の家でアルバイトしていた僕 台風で電車が止まり遊びにきていた女子大生7人と雑魚寝することに… ほろ酔い気分でエッチな雰囲気になり夜な夜なハメまくったあの日（12月12日、kawaii*）

2020年
- 女性の身体のパーツをじっくりガン見するVR（1月10日、1113工房VR）
- ハズレ無しデリヘル 〜宅配ソープ嬢の蒼ちゃんと自宅で風俗体験!あまりの快感に止められない突きまくりの激ピスセックスで大絶頂!〜（1月31日、CASANOVA）
- 後を追いかけ拉致してそのままレ○プ! 全員中出し! 2（3月11日、Rookie）
- 顔面泣き顔VR（3月25日、Rookie）
- 射精コントロール!オナ指示痴女（4月3日、CASANOVA）
- 大事な営業先でミスをしてしまった僕… 女上司に誠意をもって土下座して謝ったら…（5月31日、KMPVR-bibi-）
- 初共演! 浜崎真緒と東条蒼によるマシンガン淫語責めVR（9月11日、CASANOVA）
- ド淫乱ママ友2人に誘惑されて不倫大連射（11月6日、CASANOVA）
- 絶倫痴女カノ 〜えっちが大好きなハイスペック彼女がちんちんに貪りついてくる〜（11月20日、CASANOVA）

2021年
- 乳首舐め手コキ（7月30日、レッド）

### ネット配信
2019年
- 歯科助手なのに激エロ最強神ボディ!!照れる!恥ずかしい!赤面連発の男に免疫がない歯科助手を言葉巧みにたぶらかしその気にさせてホテルイン→ボンキュッボンのスベスベモチ柔神ボディを堪能し実ったオッパイに精子ぶっかけちゃった一部始終を勝手に無許可配信＜彼氏をお金で借りてみました。来店5人目アオイさんの場合＞（3月26日、プレステージプレミアム）※「あおい」名義
- 【歌って踊る美少女】21歳【神BODYなスタイル】あおいちゃん参上!将来はミュージカル俳優を目指している彼女の応募理由は『AVも芸の肥やしかと…』実はお金に困ってます！彼女の初舞台はベッドに決定!まだまだ駆け出しの役者は緊張のバクバク!『エッチな女子役になれると思ってましたが…』役になり切れない素の反応♪敏感BODYは連続アクメの嵐!夢見る美少女はベッドで歌たい踊り乱れる!（3月27日、ARA）※「あおい」名義
- 【初撮り】ネットでAV応募→AV体験撮影 927 黒髪ショートのスレンダー巨乳女子が、初めて挑むAV撮影!!彼女のスタイルの良さとエロさ…これはハマるでしょ♪（4月4日、シロウトTV）※「あおい」名義
- 百戦錬磨のナンパ師のヤリ部屋で、連れ込みSEX隠し撮り 123 ショートカットヘアーの清楚な見た目の女の子が、男の指示に従って電話をしながら電マオナニーで絶頂を迎える♪（4月8日、ナンパTV）※「蒼」名義
- あおい（4月19日、しろうとまんまん）
- あおい（4月27日、俺の素人）
- 【美人高〇教師】息子の担任に呼び出され面談してたけどイイ女なもんだから生ハメ授業開始しちゃったww（4月27日、ビッチとオレたち）※「まき」名義
- 【女教師の休日】隠れ美巨乳な高〇教師が実は○○だったんで秘密の課外授業を開講しますww（5月18日、ビッチとオレたち）※「まき」名義
- あおい（5月24日、はめチャンネル）
- 【生徒に捧ぐ】22才美人教師の絶対に見せられない2本のチ○ポにうっとり顔でお戯れww（6月22日、ビッチとオレたち）※「まき」名義
- 敬語で淫語連発! Fカップ×極クビレ新人OLの中出し全裸SEX1回+ランジェリー顔射SEX1回→美乳ぷるるん絶頂SEX2連発!（7月11日、木曜だヨ!全員集合っ!!）※「蒼」名義
- 欲求腐満子 あおい(20歳) 出会い系アプリとオナ電にハマっています。刺激も欲しいし愛も欲しいって欲張りですか?（9月1日、ティーチャー）※「あおい」名義
- 天然Eカップのスレンダーボディ!!マスクも服も脱がして撫子のお椀型美乳のメリハリ体型を目の当たりにしたら興奮度限界突破で上品美女にむしゃぶりついちゃいました!!礼儀正しい美人と夢中でするお下劣性交最高!!＜美少女専門下着買取アプリ：ウリカリ13：あお＞（9月8日、プレステージプレミアム）※「あお」名義
- #14はるか　Eカップと凄いくびれの高偏差値理系女子大生に、中出しとオナニーとゴックンさせちゃいました【個人撮影】【はめ撮り】（9月5日、スケザネヘイタ）※「はるか」名義
- 【個人撮影】あの制服アイドル2期生だって女 思春期まっ坂りアイドル激レアのフェラチオ映像【個室フェラ】（11月5日、超時空夢幻カメコ）
- 【素人個撮】こんなにエッチな先生が!アイドル卒業 → 教師 とホテルで個人撮影SEX。ひと時の快楽に支配され白目で堕ちるのが極上エロい♀初回にて完全顔出し公開【素人・個人撮影】（11月13日、超時空夢幻カメコ）
- 【素人3P個撮】Eカップ美巨乳教師と3P個人撮影 ラ○ライブコスで撮影会 → 気を失うまでホテルで大学生に犯されて大量の中出し ド淫乱♀初回にて完全顔出し公開【素人・個人撮影】（11月20日、超時空夢幻カメコ）
- 顔面騎乗 熱湯ぶっかけ声我慢! SOD女子社員 新ゲーム企画部（12月6日、SODクリエイト）※「若生鈴蘭」名義
- 真剣 ザーメン避け! SOD女子社員 新ゲーム企画部（12月6日、SODクリエイト）※「若生鈴蘭」名義

2020年
- 口内発射で伝言ゲーム! SOD女子社員 新ゲーム企画部（1月3日、SODクリエイト）※「若生鈴蘭」名義
- るか（2月13日、SODクリエイト）※「るか」名義
- エロコス神カワ素人のちゅぱちゅぱ吸い付く乳首舐めと見つめられながらローションぬるぬる手コキ 5名133分（2月20日、木曜だヨ!全員集合っ!!）
- 《限定》【電車チカン】【中出しSEX】 ピンク色図書館司書 くびれ巨乳 #6（3月11日、ましりと）
- 素人パンチラ in 自宅で個人撮影会 vol.139 チアリーダー☆剛力○芽似の現役モデルあいちゃん「胸だけは似てないね、ってよく言われます笑　アッ♡おっぱいは撮らないって言ったのにぃ…泣（6月10日、やみつき!いちごパンツ）
- ワンチャン!!!ハプニング起きまくり合コン［第二回］ 性格良くてエロい子たちと前回よりもヤリまくりアゲアゲ放題（7月3日、ティーチャー）
- #788 Aoi（8月2日、S-Cute）
- ジョギングナンパ 24 【スレンダーで隠れ巨乳】真夏の公園を走るボーイッシュなジョギングガールを、あの手この手で突撃ナンパ!気の良いフリして水を差し入れ!仲良くなってスタジオへご招待!お酒とマッサージでおもてなしする内に、気持ちよくなって汗ばむスレンダーボディを一気に巨チンでいただきま～す♪（8月29日、ナンパTV）※「あおい」名義
- 絶品フェラ♡スケベな顔でじゅるじゅる吸い付く美人保育士の顔面に大量ザーメン汁ぶっかけ顔射♡本編顔出♡個人撮影53（10月16日、すぺるまん@ふぇら大量顔射）
- 初めてのデカチン複数体験クビレボインの女子大生あおちゃん（10月23日、MICAELA）※「あお」名義
- 【絶倫JD】24時間発情しているスレンダーくびれボインの女子大生に3射精【個人撮影】（10月30日、hgg）※「あお」名義
- 【騙撮】学費の為に本番しちゃうクビレボインの女子大生（10月30日、okagede）※「あやめ」名義
- 名器すぎるクチマンコ濃厚バキュームで精子を搾り取る神テクごっくんフェラ【おしゃぶりNo.42】（11月6日、フェラララ!!）
- 絶品チンポしゃぶりと濃厚アナル舐めがえぐい清純系変態大学生のごっくんフェラチオ精飲素人個人撮影34（11月20日、クチマン子ちゃん）
- 大学病院の美人女医を性感マッサージでとことんイカせてみた 6（12月11日、パラダイステレビ）
- ちはるちゃん（12月24日、さんじのおかずガチなかだしっ!）※「ちはる」名義

2021年
- 【特別編】 泥酔×意識不明子 合コンで酔わせてベロンベロンの5人を集団眠姦（1月1日、ティーチャー）
- あおい（1月1日、意識不明ちゃん）
- 【個人撮影】スレンダーボインの女子大生のひょっとこ主観フェラ【超特典付き】（1月8日、hgg）※「あお」名義
- 蒼ちゃん（1月25日、ハメスタグラム）
- 【隠撮】素股中に誤挿入「あ〜いけないんだぁ」と言いながらハメちゃうスレンダーボイン嬢 #008（1月25日、P-MAN）※「あずま」名義
- 【個人撮影】スレンダーボインJDのひょっとこフェラ&ゴックン生ザーメン【非売品のオリジナル特典付き】（4月1日、hgg）
- デカチンにハマるクビレボイン女子大生の生膣に無許可中出し【アフピルで謝罪しました】（4月9日、MICAELA）
- 【騙撮】クビレボインの女子大生デリ嬢をリピートそして、事故を装って無許可中●し。（4月9日、okagede）
- ワンチャン!!! ハプニング起きまくり合コン ［第四回］ 奇跡の開催!エロくて性格良い子たちとズコズコ乱交（6月9日、ティーチャー）
- 家畜美少女飼育の記録 ニンフォマニア洗脳（8月5日、三和出版）

### イメージDVD
- THE NUDE 〜絵画教室の超美乳デッサンモデルがヘアヌードグラビアやってみた〜（2019年3月29日、スパイスビジュアル）※「山本彩海」名義
- ショートな春（2019年6月3日、渋谷プロモーション）※「原田はる」名義
- 君の視線、衝動と欲情（2019年8月2日、ファインピクチャーズ）

### デジタル写真集
- 君の視線、衝動と欲情（2019年8月6日、ファインピクチャーズ）
- 【個人撮影】 東条蒼（2020年10月23日、hgg）
- Mな私とSな私…どっちの私が好き? Episode.01（2020年11月21日、TMEプラス）
- Mな私とSな私…どっちの私が好き? Episode.02（2020年11月22日、TMEプラス）
- Mな私とSな私…どっちの私が好き? Episode.03（2020年11月23日、TMEプラス）
- Mな私とSな私…どっちの私が好き? Episode.04（2020年11月24日、TMEプラス）
- Mな私とSな私…どっちの私が好き? Complete版（2020年12月10日、TMEプラス）
- CRUSE GIRL'S PhotoBook 「Quartet」（2021年1月15日、双葉社）
- 【個人撮影】 東条蒼 vol.2（2021年4月23日、hgg）
- Hourglass（2021年5月1日、HMJM出版）
- まるみえHOTEL あおい 1（2021年6月25日、QH映像）
- まるみえHOTEL あおい 2（2021年6月25日、QH映像）
- まるみえHOTEL あおい 3（2021年6月25日、QH映像）
- まるみえHOTEL あおい 4（2021年6月25日、QH映像）
- まるみえHOTEL あおい 5（2021年6月25日、QH映像）
- まるみえHOTEL あおい 6（2021年6月25日、QH映像）

## 出演

### 配信
- 私とデートしませんか? #07（2021年1月8日、らぽふぁん JAV/YouTube[10]）‐ 「東条蒼」役

### ゲーム
- ゲオTVドアップ25【HIPパネル出題】二つ名は「小悪魔ナイスバディ」（2020年10月1日、ゲオTV）[11][12][13]

### テレビ
- ビ～チ9（2021年4月、テレビ埼玉） - マンスリーゲスト

## 掲載

### 雑誌
- 週刊プレイボーイ 2019年9月9日号（集英社） - 「残暑お見舞い 下着モノAVで涼を取れ!!」
- 週刊実話 2020年10月29日号（日本ジャーナル出版） - 袋とじ「人妻のいる街で 東京・新宿」

### 新聞
- サンケイスポーツ（2019年3月20日） - インタビュー